# Palazzo Monga
Palazzo Monga, conosciuto anche con il nome di palazzo Realdi o palazzo Realdi Monga, è un edificio civile situato lungo corso Porta Borsari a Verona.

## Storia
I Realdi, speziali, furono censiti per la prima volta nella contrada di Sant'Eufemia già nel 1433. Nel corso degli anni la famiglia si allargò e aumentò la sua ricchezza e importanza, tanto che riuscì ad acquistare la patente di nobiltà e ad essere ascritta al Patrio Consiglio. La loro spezieria e l'abitazione principale si trovavano quasi sicuramente lungo corso Porta Borsari, proprio dove sarebbe poi sorta l'attuale monumentale dimora.
La completa ristrutturazione del palazzo fu realizzata da uno degli ultimi dei Realdi, Giulio Cesare, che commissionò il progetto agli architetti Antonio Pasetti, aiutante del più noto Adriano Cristofali, e al figlio Luigi Pasetti, che lo aveva già coadiuvato in numerosi progetti e direzioni di lavori. La contabilità dei lavori, eseguiti tra il 1780 e il 1783, fu tenuta dallo scalpellino Lorenzo Lazzari, che provvide alla fornitura, lavorazione e messa in opera di tutti i materiali lapidei impiegati nella fabbrica. Lo scultore Francesco Zoppi collaborò invece nella decorazione della facciata principale, dove eseguì le quattro teste scolpite nelle chiavi degli archi di accesso, raffiguranti le quattro stagioni, e i quattro bassorilievi posti sopra i quattro finestroni del piano nobile e raffiguranti le arti: Pittura, Scultura, Architettura e Letteratura.
Con la morte del fratello di Giulio Cesare, Pietro Realdi, la casata si estinse definitivamente e l'immobile passò di proprietà ai figli adottavi di Pietro, Antonio e Gregorio Gritti. Da questi l'edificio passò poi ai Marchi che a loro volta lo vendettero a Bartolomeo e ad Andrea Monga. Quest'ultimo era un noto archeologo e collezionista, conosciuto a Verona in quanto acquistò gli edifici che erano sorti sopra il teatro romano di Verona per farli demolire e rimettere in luce le rovine dell'antico monumento. Fu però Bartolomeo Monga a commissionare nel 1861 l'ampliamento del palazzo, mediante la sopraelevazione del retro e la realizzazione di ulteriori lavori che, comunque, non andarono ad alterare il progetto originale.

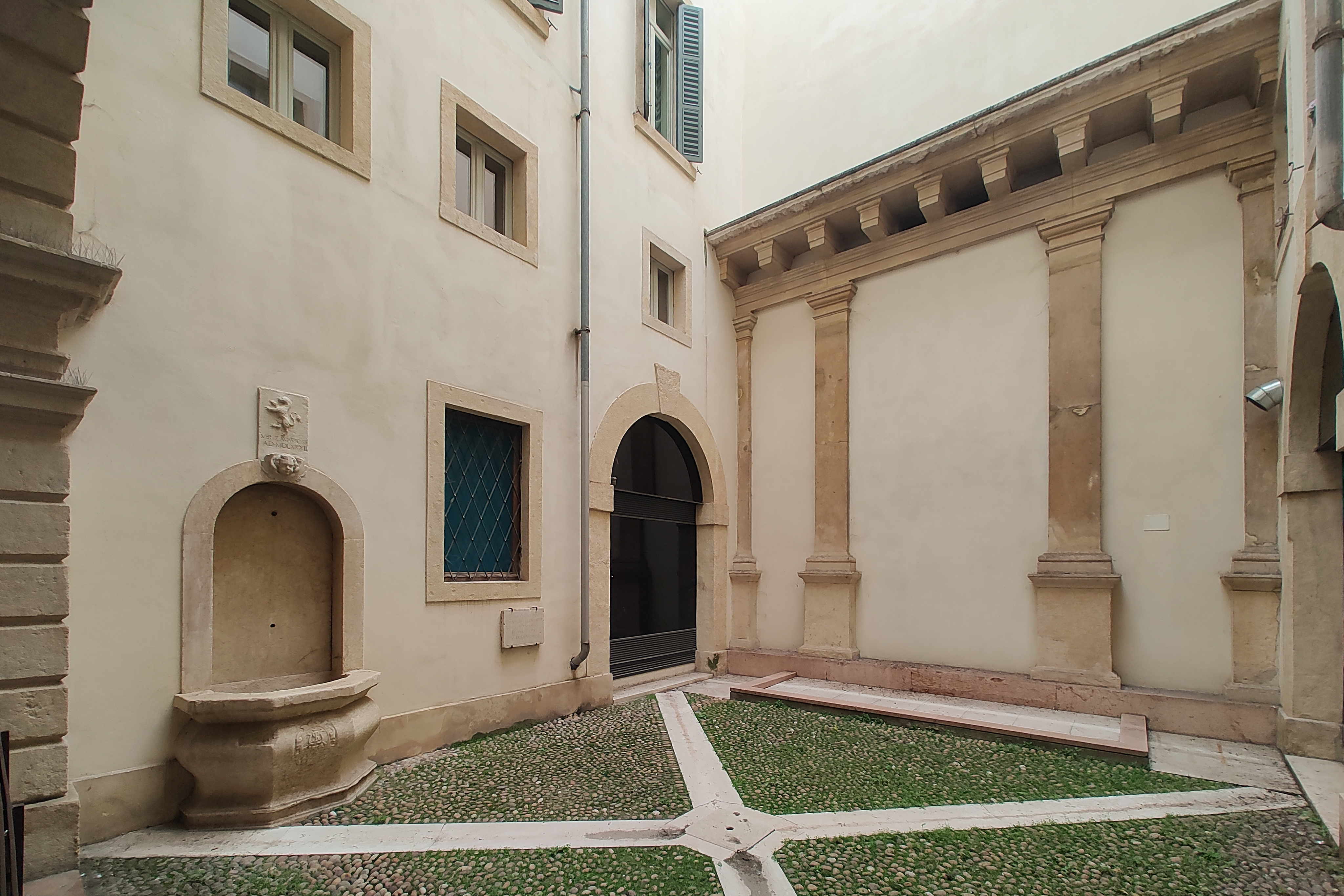
Il cortile del palazzo con la fontana fatta installare da Andrea Monga

Infine, nel 1940, il palazzo passò dalle figlie adottive di Andrea Monga, Adalgisa e Giuseppina, alla Società Cattolica di Assicurazione, che lo acquistò nell'ambito delle operazioni di allargamento della sua vecchia sede. Con l'occasione il palazzo fu oggetto di un accurato restauro progettato e diretto dell'architetto Libero Cecchini. I lavori previdero il cambio di destinazione d'uso degli ambienti al piano terra, che furono riconvertiti in spazi commerciali, e soprattutto il restauro conservativo delle superfici lapidee della facciata. L'ultima fase dei lavori consistette nel rifacimento degli intonaci, che consentì all'edificio di riacquisire l'aspetto elegante originario.

## Descrizione
Il palazzo si affaccia con il suo prospetto principale, di stile neoclassico, su corso Porta Borsari, qualificando con il suo aspetto questa importante strada del centro storico, già decumano massimo della Verona romana.
Al piano terra, caratterizzato da una superficie a bugnato, si aprono quattro archi con chiavi raffiguranti volti scolpiti, allegorie delle quattro stagioni. Al piano nobile si aprono invece quattro finestroni con balconi, racchiusi tra le lesene che si concludono sotto il coronamento di gronda. Tra gli archi del piano terra e il piano nobile si trovano le piccole finestre del mezzanino, mentre tra il piano nobile e le finestre dell'ultimo livello si trovano dei bassorilievi allegorici, raffiguranti la Pittura, la Scultura, l'Architettura e la Letteratura.